# Kula (Kutjevo)
Kula (njemački: Josefsfeld ) je naselje u Požeško-slavonskoj županiji, u sastavu grada Kutjeva.

## Zemljopis
Smještena je 20 km istočno od Požege, na cesti prema Našicama

## Povijest
Do Drugoga svjetskoga rata Hrastovac je bio naseljen većinom Nijemcima koji su iseljeni pred kraj rata. Godine 1941. donesena je naredba o promjeni imena mjesta Kula u Kula-Josefsfeld te o osnivanju istoimene upravne općine.
Nakon rata Nijemci su protjerani, a u njihove kuće kolonizirani su Srbi, a nakon progona Hrvata iz Srijema poglavito iz sela Hrtkovaca sada u Kuli žive većinom Hrvati.

## Stanovništvo
Prema popisu stanovništva iz 2011. godine Kula je imala 331 stanovnika.
| broj stanovnika | 396   | 434   | 521   | 514   | 572   | 646   | 606   | 662   | 531   | 474   | 477   | 429   | 422   | 395   | 404   | 331   | 249   |
|                 | 1857. | 1869. | 1880. | 1890. | 1900. | 1910. | 1921. | 1931. | 1948. | 1953. | 1961. | 1971. | 1981. | 1991. | 2001. | 2011. | 2021. |

## Šport
U naselju je do 1991. godine djelovao nogometni klub NK Mladost Kula.

### Članci
- Samardžija, Marko. 2003. Promjene imena hrvatskih naseljenih mjesta od mjeseca travnja do kraja godine 1941. Folia onomastica Croatica. Filozofski fakultet Sveučilišta u Zagrebu. Zagreb.  (12/13): 425–432